# Vålerenga Trolls
Les Vålerenga Trolls forment la section de football américain du club omnisports norvégien du Vålerengens IF.

## Palmarès
- Championnat de Norvège de football américain (10) : 1986, 1987, 1988, 1989, 1993, 1994, 1995, 1996, 1997 et 2003